# Commodore SX-64

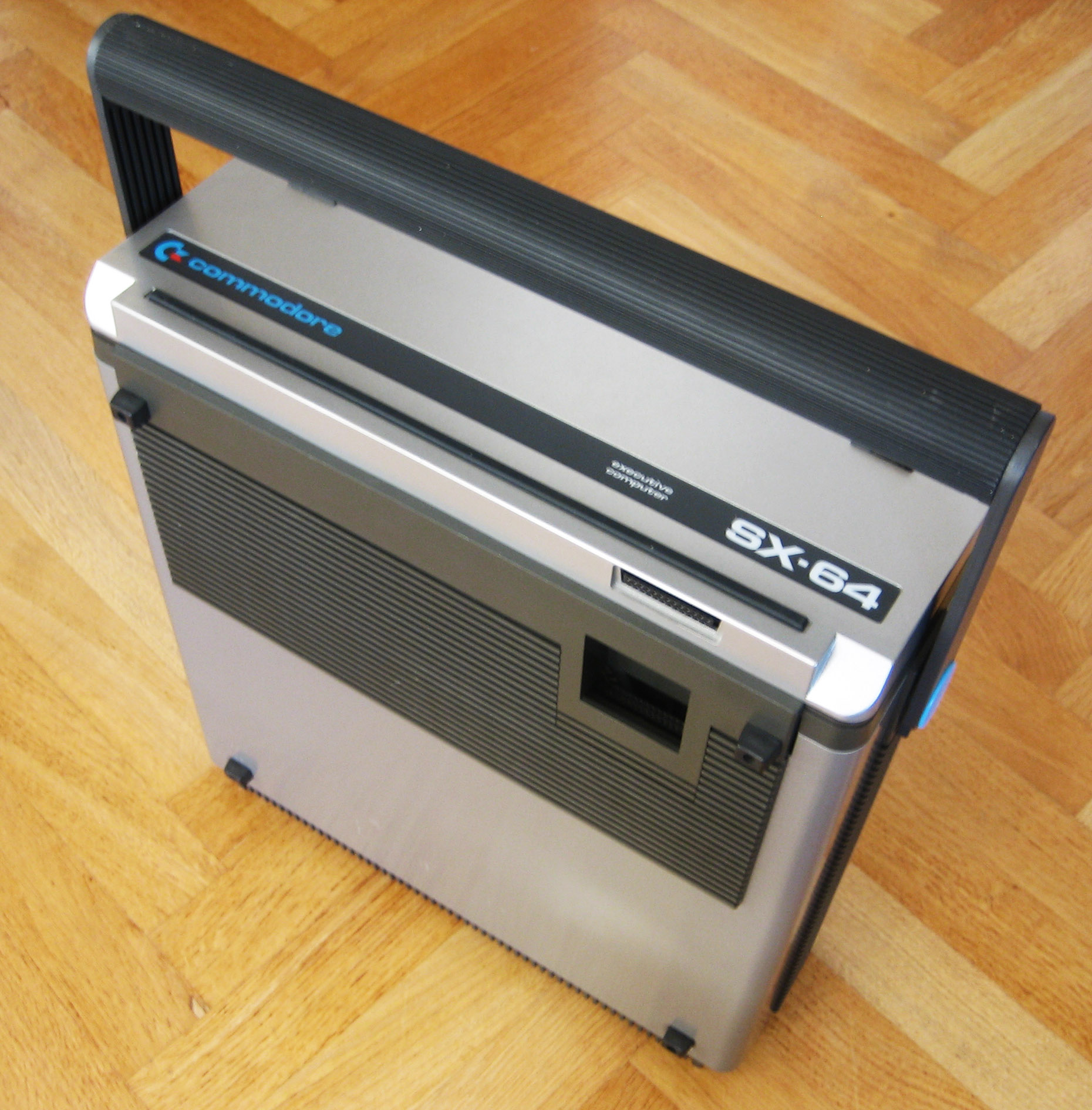
Carcasa con teclado bloqueado, de pie

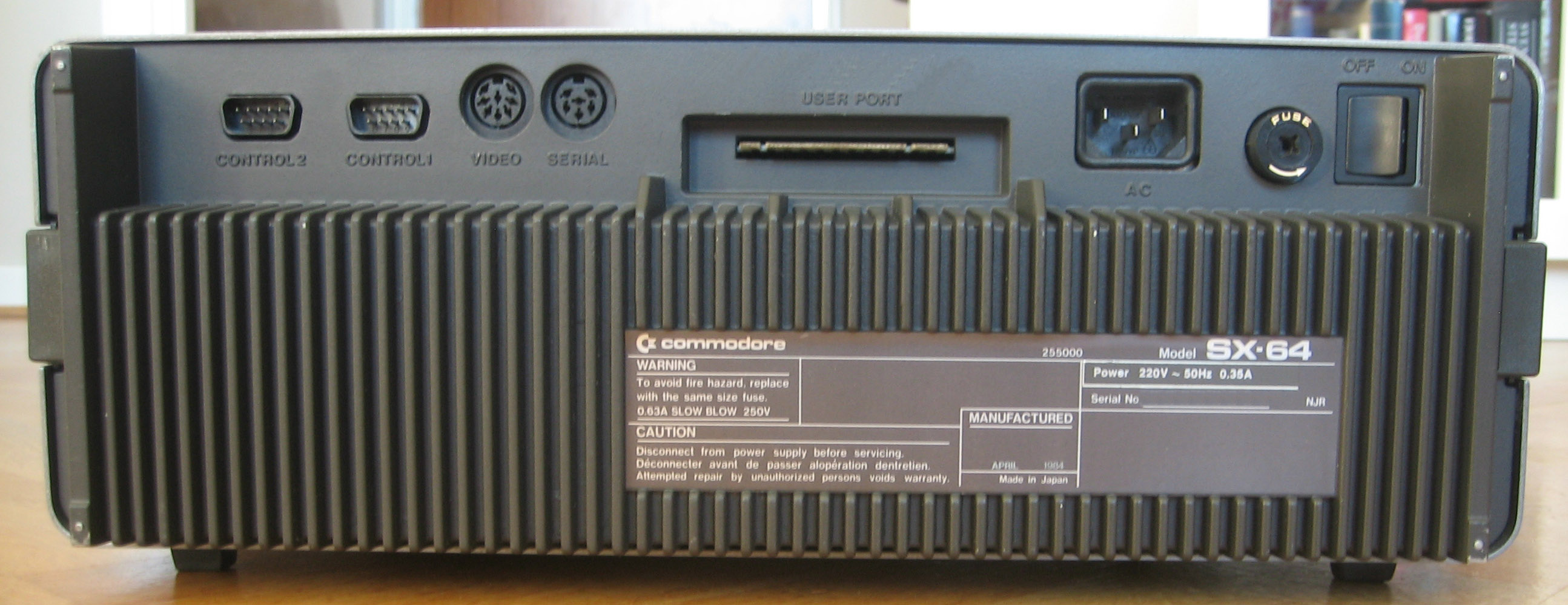
Posterior

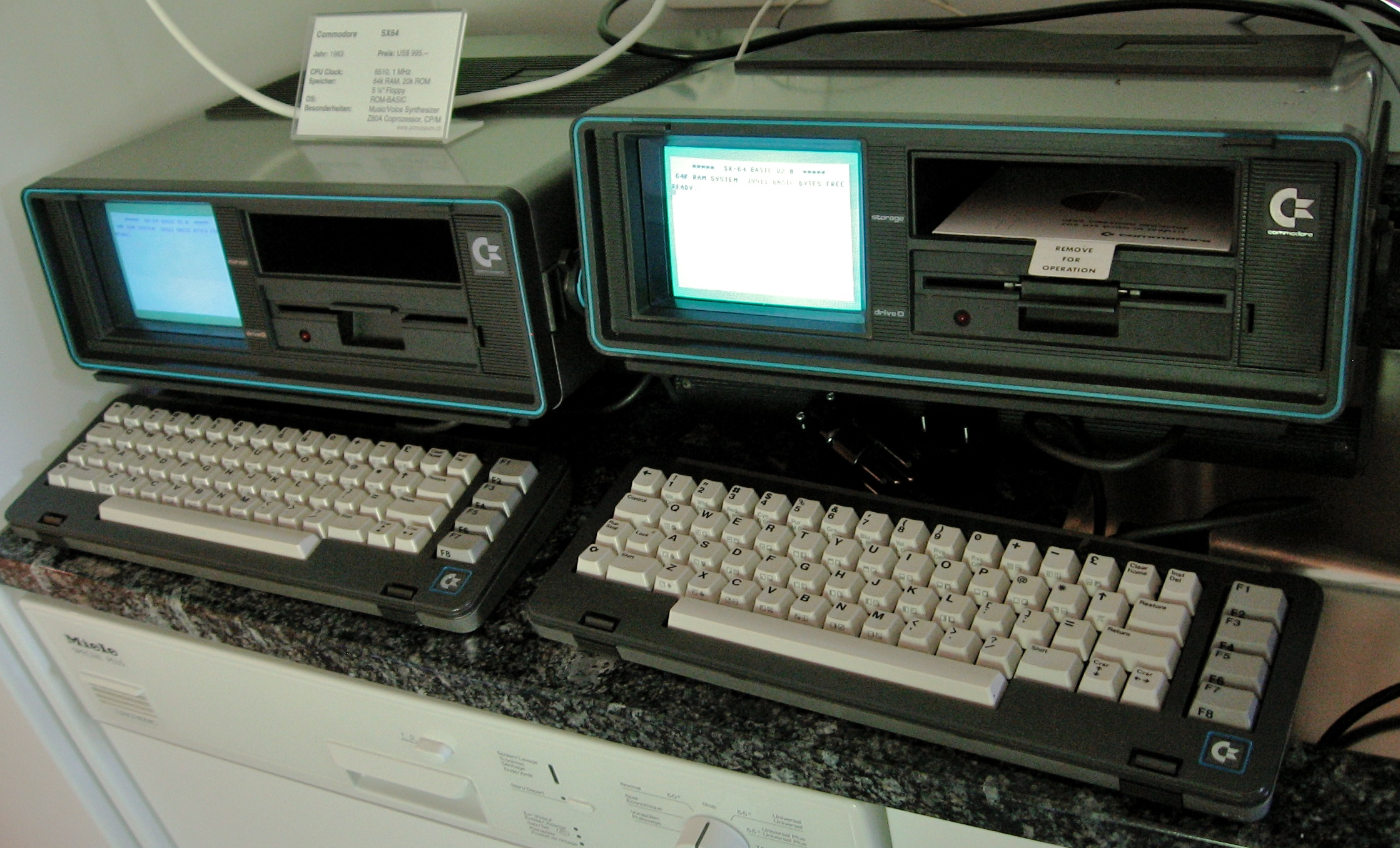
Dos computadoras Commodore SX-64 que muestran sus pantallas de inicio SX-64 BASIC 2.0. (Tenga en cuenta el color de fondo de la pantalla blanca.)

El Commodore SX-64, también conocido como Executive 64, o VIP-64 en Europa, es una versión portátil tipo maletín de la popular computadora doméstica Commodore 64 y la primera computadora portable a todo color.
El SX-64 cuenta con un monitor compuesto de cinco pulgadas integrado y una unidad de disquete 1541 incorporada. La máquina es transportada por su mango resistente, que también funciona como un soporte ajustable. Fue anunciada en enero de 1983 y lanzada un año después, a 995 USD (2918 USD al valor actual).

## Descripción
Además de sus características incorporadas y su factor de forma diferente, existen otras diferencias entre el SX-64 y el C64 normal. El color de pantalla predeterminado se cambia a texto azul sobre un fondo blanco para mejorar la legibilidad en la pantalla más pequeña. Esto puede causar problemas de compatibilidad con programas que asumen el fondo azul predeterminado del C64. El dispositivo predeterminado para las operaciones de carga y guardado se cambia a la unidad de disquete. 
El puerto Datasette (casete) y el puerto RF se omitieron del SX-64. Debido a que tiene una unidad de disco y un monitor integrados, Commodore no percibió la necesidad de una unidad de cinta o un conector de televisión. Sin embargo, la falta de un puerto Datasette plantea un problema para varias interfaces de impresora paralelas C64 Centronics, ya que varios diseños populares "tomaron prestada" su fuente de alimentación de + 5V del puerto. Esto no fue un problema para las interfaces posteriores que se suministraron con una fuente de alimentación del adaptador de CA, o para aquellas que pueden usar la línea + 5V suministrada por el puerto Centronics (Pin # 18) en la impresora, si la impresora lo implementa. Alternativamente, un suministro de + 5V también está disponible desde los puertos del joystick. 
El puerto de audio/video todavía está presente, por lo que todavía se puede usar un monitor externo; este y el monitor incorporado muestran el mismo contenido. Las diferencias eléctricas y de ubicación en la placa significan que hay problemas de compatibilidad con algunos cartuchos de C64. 
La fuente de alimentación original del SX-64 (integrada) limita la capacidad de expansión de la máquina.     
La compatibilidad con las unidades de expansión Commodore RAM varía. Las primeras fuentes de alimentación SX-64 no pueden manejar el consumo de energía adicional de la REU. La ubicación física del puerto del cartucho puede evitar que la REU se asiente correctamente. Se dice que las unidades 1700 y 1750, 128K y 512K destinadas al C128, funcionan de manera más confiable con el SX-64 que la unidad 1764 que estaba destinada al C64 normal. Algunos propietarios de SX-64 han modificado la REU para usar una fuente de alimentación externa con el fin de solucionar los problemas de alimentación. 
Se anunció una versión del SX-64 con dos unidades de disquete, conocida como DX-64, pero la prensa informó a principios de 1985 que los planes para su lanzamiento habían sido suspendidos. Se ha informado que existen algunas unidades producidas, pero es muy raro. En lugar de una unidad de disquete adicional, también se podría construir un módem encima de la primera unidad. Algunos aficionados instalaron una segunda unidad de disquete en la ranura vacía de la unidad SX-64. Las unidades SX-64 posteriores (desde GA4 en adelante) usan la fuente de alimentación más grande diseñada para el DX-64. 
Se anunció una versión con una pantalla monocromática llamada SX-100, pero nunca se lanzó.[cita requerida]

## Historia
El SX-64 no se vendió bien, y su falla se ha atribuido de manera diversa a su pequeña pantalla, alto peso, marketing deficiente y una biblioteca de software empresarial más pequeña que la de sus competidores, que incluía el Osborne 1 y Kaypro II (CPU Zilog Z80, CP/M) y Compaq Portable (CPU de 16 bits, MS-DOS). 
Se desconoce el número exacto de SX-64 vendido de 1984 a 1986, cuando se descontinuó. Se han reportado los números de serie de más de 130 SX-64 de las series GA1, GA2, GA4, GA5 y GA6, con números de serie que superan los 49.000 para la serie GA1, 1.000 para GA2, 17.000 para GA4, 11.000 para GA5 y 7.000 para GA6.
Algunos posibles compradores esperaron en su lugar el anunciado DX-64, que nunca estuvo ampliamente disponible debido a las lentas ventas del SX-64, creando una situación de Catch 22 similar a la que soportó Osborne después de anunciar una versión mejorada de su computadora. Sin embargo, el SX-64 ganó seguidores con grupos de usuarios y desarrolladores de software, que pudieron empacar y desempacar rápidamente la máquina para usarla para copiar software o dar demostraciones.

## Recepción
Ahoy! Revisó favorablemente el SX-64, afirmando que el teclado era mejor que el de los 64, que el monitor "no es difícil de leer en absoluto" y que la unidad de disco era lo suficientemente resistente como para viajar. Mientras criticaba la falta de una provisión de energía de batería interna o externa, la revista concluyó que el precio minorista promedio de $ 750-800 "valía cada centavo".

## Información técnica
Como el Commodore 64, excepto lo siguiente: 
- Almacenamiento incorporado: disquetera de 5¼ de 170 kB (versión interna del Commodore 1541)
- Pantalla incorporada: monitor de color compuesto (CRT) de 5"
- Teclado: Unidad separada, conectada por cable a la unidad principal
- Puerto de cartucho: colocado en la parte superior de la unidad de CPU, con tapa plegable con resorte, cartuchos insertados verticalmente (frente a horizontal en la parte posterior del C64)
- Conectores de E/S: 
  - Interfaz serial "488" (trasera)
  - Conector de salida de video (trasero)
  - Puerto de usuario (trasero)
  - Puerto de cartucho (debajo de dos aletas con resorte en la parte superior del gabinete)
  - Sin interfaz de casete de datos
  - Sin modulador de RF y conector
  - Conector de teclado de 25 pines no estándar debajo del lado derecho del panel frontal. Los conectores son similares pero no idénticos a los conectores D-sub y son notoriamente difíciles de encontrar hoy en día.[cita requerida]
  - Conector de alimentación de CA IEC C14 de tres clavijas Conector IEC|estándar (en lugar del enchufe DIN de la fuente de alimentación de la C64).
- Fuente de alimentación: unidad interna con transformador y rectificadores (en lugar de la fuente de alimentación externa de la C64).
- Características adicionales: compartimento de almacenamiento de disquete encima de la unidad de disco que podría usarse para instalar una unidad de disquete adicional o un módem de tamaño compatible.